# Misha Miller
Mihaela Arsene (n. 13 noiembrie 1995, Chișinău, Republica Moldova), cu numele de scenă Misha Miller, este o cântăreață și compozitoare de muzică pop din Republica Moldova.

## Biografie
Mihaela Arsene a copilărit la Chișinău și a manifestat interes pentru muzică de la o vârstă fragedă. La 7 ani, a început lecțiile de canto și ulterior de pian. În 2015, s-a alăturat unei trupe de cover-uri din Chișinău și a fost descoperită de casa de discuri Roton Music, care i-a oferit un contract.
Pentru studiile universitare, s-a mutat în România în 2015 și a frecventat Universitatea „Alexandru Ioan Cuza” din Iași. A absolvit cu diplomă în finanțe și politologie.

## Carieră
Deși inițial a aspirat la o carieră de jurnalist, în cele din urmă s-a alăturat proiectului muzical „United by Dreams”, o trupă de cover-uri care își încărca videoclipurile pe Youtube. Așa a fost descoperită de Roton Music și s-a mutat la București. În 2017, a colaborat cu Manuel Riva și Alex Parker la primele sale hituri – „Sacred Touch” și „Fix Your Heart”. În iunie 2019, a colaborat din nou cu Manuel Riva la single-ul „What Mama Said”, care a avut succes pe YouTube și a ajuns pe locul 19 în topul săptămânal „Billboard Dance Club Songs”. În 2020, Misha Miller și Sasha Lopez au reprezentat Moldova la concursul video „INFEvision”, cu piesa „Smoke Me”.
În noiembrie 2022 a avut o nouă colaborare cu Sasha Lopez la piesa „Mahala”, care a ajuns la peste 10 milioane de streamuri pe Spotify și Apple Music, intrând în heavy-rotation pe mai multe posturi de radio românești, precum și în topurile Shazam (locul 1 în Ucraina, România și Lituania și locul 3 în Cehia) și ajungând în top 10 al Media Forest⁠(d).
În 2023, a lansat prima piesă în limba română, „Un Minut”, care a ajuns pe locul 1 în Shazam România, a fost declarată piesa cu cele mai multe difuzări de la radio în vara anului 2023  și a strâns peste 6,7 milioane de vizualizări pe YouTube. De asemenea, a câștigat premiul „Cel Mai Bun Remake” la Gala Radio România și Discul de Platină pentru performanțele piesei, oferit de Roton Music. La Gala „România ești TU” din același an, lui Misha Miller i-a fost acordat premiul pentru „performanțe remarcabile în industria muzicală”.
În decembrie 2023, s-a alăturat campaniei „Orașul Faptelor Bune”, organizat anual în pragul Crăciunului.
Cântecul „Brațele tale” a acumulat peste 2 milioane de streamuri pe Spotify și 1,5 milioane de vizualizări pe YouTube, ajungând în Top 10 pe Mediaforest. De asemenea, Misha Miller a intrat în clasamentul Billboard Dance Charts pe locul 19 cu cântecul „What Mama Said”.
La începutul anului 2024, a colaborat cu Jean Gavril la cover-ul piesei „Cerul” al trupei Proconsul din 2001. În aprile 2024, Misha Miller a lansat alături de Sickcotoy piesa „Rakata”. În cadrul campaniei de promovare a ultimei sale melodii, Misha a susținut primul ei concert la bordul unei aeronave de pe ruta București-Timișoara.
Spre sfârșitul anului 2024, Misha Miller și Alex Velea au lansat single-ul „Bam bam⁠(d)”. Acesta a devenit imediat popular pe YouTube (locul 1 în tendințe în Moldova, România și Ucraina) și Shazam (locul 23 global). La două luni de la lansare, cântecul a ajuns pe locul 8 în clasamentul mondial al sunetelor pe TikTok și pe locul 9 global în Shazam. În consecință, Misha Miller a ajuns pe locul 2 în clasamentul celor mai ascultați artiști pe radio din România, cedându-i doar lui Smiley.
Stilul muzical al artistei este caracterizat de un amestec de muzică pop, dance și electronică. Ea a semnat cu Roton Music.

## Premii
- Premiul „Cel Mai Bun Remake” – Gala Radio România (2023)
- Discul de Platină pentru „Un Minut” – Roton Music (2023)
- Premiul pentru „Performanțe Remarcabile în Industria Muzicală” – Gala „România ești TU” (2023)
- Discul de Platina pentru „Mamma Mia” – Roton Music (2024)
- Discul de Platina pentru „BAM BAM” – Roton Music (2025)
- Clasare pe locul 19 în Billboard Dance Charts
- Health, Beauty & Lifestyle Awards – Cel mai bun artist nou[17]
- Premiul – Gala „Omul Anului”  Chisinau (2025)
- Premiul - WIBA Awards 2025 Cannes - Most influential Personalities in Social Media  World - Singer of the Year Award

## Viață personală
Mihaela Arsene vorbește limbile română, engleză, spaniolă, rusă și franceză. Este într-o relație. Locuiește și activează în București.

## Discografie

### Single-uri
- 2017: „Sacred Touch” (cu Manuel Riva)
- 2017: „Fix Your Heart” (cu Alex Parker)
- 2018: „Wild Fire”
- 2018: „Insane”
- 2019: „What Mama Said” (cu Manuel Riva)
- 2020: „Smoke Me” (cu Sasha Lopez)
- 2021: „Fly Me To The Moon” (cu Jade Shadi, Capablanca & Electric Chapel)
- 2021: „Up All Night” (cu Christian Eberhard)
- 2022: „Mahala”
- 2023: „Un minut”
- 2023: „Brațele tale”
- 2024: „Cerul” (cover Proconsul)
- 2024: „Contratimp”
- 2024: „Rakata”
- 2024: „Mamma Mia” (cu The Limba, Andro & Dyce)
- 2024: „Ce vrei să-mi spui?”
- 2024: „Ciuleandra” (cu Boehm)
- 2024: „Bam bam⁠(d)” (cu Alex Velea)
- 2025: „Cele două cuvinte” (cu Radu Ștefan Bănică)[19]
- 2025: ,,Deja Vu (Facem Cum Vrei Tu)"